# Međuopćinska nogometna liga Daruvar – Pakrac – Grubišno Polje 1977./78.
Međuopćinska nogometna liga Daruvar – Pakrac – Grubišno Polje je bila liga petog stupnja nogometnog prvenstva Jugoslavije u sezoni 1977./78. 

Sudjelovalo je 10 klubova, a prvak je bio klub "Slavonac" iz Lipika. 
 
Reorganizacijom ligaškog sustava za 1978./79. MOL Daruvar – Pakrac – Grubišno Polje je postala ligom šestog stupnja. 

## Sustav natjecanja
10 klubova je igralo dvokružnu ligu (18 kola).

## Ljestvica
| mj. | klub                     | ut. | pob | ner | por | gol+ | gol- | bod | bod- |
| --- | ------------------------ | --- | --- | --- | --- | ---- | ---- | --- | ---- |
| 1.  | Slavonac Lipik           | 18  | 15  | 1   | 2   | 58   | 27   | 31  |      |
| 2.  | Zdenka Veliki Zdenci     | 18  | 13  | 4   | 1   | 80   | 25   | 30  |      |
| 3.  | Hajduk Pakrac            | 18  | 11  | 3   | 4   | 54   | 19   | 25  |      |
| 4.  | Slavonija Prekopakra     | 18  | 8   | 2   | 8   | 45   | 47   | 18  |      |
| 5.  | Dinamo Badljevina        | 18  | 7   | 1   | 10  | 34   | 63   | 15  |      |
| 6.  | PIK Ilova Blagorodovac   | 18  | 7   | 1   | 10  | 50   | 76   | 13  | -2   |
| 7.  | Jedinstvo Miokovićevo    | 18  | 5   | 2   | 11  | 32   | 46   | 12  |      |
| 8.  | Radnik Veliki Grđevac    | 18  | 5   | 2   | 11  | 23   | 52   | 12  |      |
| 9.  | Bilogorac Grubišno Polje | 18  | 4   | 3   | 11  | 44   | 48   | 11  |      |
| 10. | Kamen Sirač              | 18  | 4   | 3   | 11  | 29   | 46   | 11  |      |

- Miokovićevo – tadašnji naziv za Đulovac

## Rezultatska križaljka
| kratica | klub                     | BIL | DIN | HAJ | JED | KAM | PIKI | RAD | SLAA | SLAI | ZDE |
| --- | ------------------------ | --- | --- | --- | --- | --- | ---- | --- | ---- | ---- | --- |
| BIL | Bilogorac Grubišno Polje |     |     |     |     |     |      |     |      |      |     |
| DIN | Dinamo Badljevina        |     |     |     |     |     |      |     |      |      |     |
| HAJ | Hajduk Pakrac            |     |     |     |     |     |      |     |      |      |     |
| JED | Jedinstvo Miokovićevo    |     |     |     |     |     |      |     |      |      |     |
| KAM | Kamen Sirač              |     |     |     |     |     |      |     |      |      |     |
| PIKI | PIK Ilova Blagorodovac   |     |     |     |     |     |      |     |      |      |     |
| RAD | Radnik Veliki Grđevac    |     |     |     |     |     |      |     |      |      |     |
| SLAA | Slavonac Lipik           |     |     |     |     |     |      |     |      |      |     |
| SLAI | Slavonija Prekopakra     |     |     |     |     |     |      |     |      |      |     |
| ZDE | Zdenka Veliki Zdenci     |     |     |     |     |     |      |     |      |      |     |
| |                          |     |     |     |     |     |      |     |      |      |     |
| podebljan rezultat - utakmice od 1. do 9. kola (1. utakmica između klubova) rezultat normalne debljine - utakmice od 10. do 18. kola (2. utakmica između klubova) rezultat nakošen - nije vidljiv redoslijed odigravanja međusobnih utakmica iz dostupnih izvora rezultat smanjen * - iz dostupnih izvora nije uočljiv domaćin susreta prekrižen rezultat - poništena ili brisana utakmica p - utakmica prekinuta 3:0 p.f. / 0:3 p.f. - rezultat 3:0 bez borbe n.i. - nije igrano |                          |     |     |     |     |     |      |     |      |      |     |

 Izvori: